# Мартинюк Ілля Сильвестрович
Ілля́ Сильве́стрович Мартиню́к (* 21 липня 1869 — † після 1935) — генерал-хорунжий армії УНР, командир дивізії Сірожупанників.

## Життєпис
Походить із селян Волинської губернії. Початкову освіту здобув у Київській класичній гімназії.

### У російській армії
З 10 липня 1888 в російській армії — рядовий в 129 піхотному Бессарабському полку. У 1890 закінчив Київське піхотне юнкерське училище із званням підпоручник. З 1894 року поручник, а з 1900 — штабс-капітан.
У 1902 закінчив Миколаївську академію Генерального штабу. З 1907 підполковник. Учасник Першої світової війни, командир 44-го піхотного Камчатського полку. З 1916 генерал-майор, командир бригади 1-ї прикордонної Заамурської піхотної дивізії. Згодом командир 159-ї піхотної дивізії.

### В Українській армії
З березня 1918 член комісії зі створення Української армії. В армії Української Держави командир 4-го Київського корпусу.
Після падіння гетьманату в Армії УНР. З 5 квітня 1919 командир корпусу Сірожупанників. 17 травня 1919 взятий в полон у Луцьку польськими військами.
З жовтня 1920 знову в Армії УНР. Разом з армією інтернований у таборах на території Польщі. Там виконував обов'язки декану військового факультету Українського народного університету.
У березні 1922 переїхав до Варшави, а у серпні цього ж року повернувся до Києва.
4 квітня 1935 заарештований за поширення контр-революційних чуток, але 17 травня 1935 звільнений.
Подальша доля невідома.